# Basketball in Österreich
Der Basketballsport zählt in Österreich nach wie vor als Randsportart und konnte in bisherigen internationalen Vergleichskämpfen sowohl auf Verbands- als auch Vereinsebene keine nennenswerten Erfolge verbuchen. Wettbewerbe im Basketball werden in Österreich seit 1936 gespielt. Der Österreichische Basketballverband (ÖBV) wurde im Jahre 1948 gegründet und trat dem internationalen Basketballverband FIBA bei. Der ÖBV ist seit Oktober 2002 Mitglied der europäischen Basketballligavereinigung ULEB, zu der 16 Profiligen zählen.

## Nationale Wettbewerbe

### ABL, Meisterschaft der Herren
Die Basketball-Bundesliga wurde in der Spielzeit 1946/1947 eingeführt. Die Liga wurde ursprünglich vom Österreichischen Basketballverband durchgeführt, seit 1998 existiert die Liga als eigener Verein.
An der österreichischen Basketball-Bundesliga (ABL) nehmen aktuell neun Teams teil. Drei Teams kommen zurzeit aus der Steiermark (UBSC Graz, Kapfenberg Bulls, Panthers Fürstenfeld), je zwei aus Oberösterreich (Gmunden, WBC Wels) und Niederösterreich (Dukes Klosterneuburg, Traiskirchen Lions) und je ein Team aus dem Burgenland (Oberwart Gunners) und Wien (BC Vienna). Die Basketballmeisterschaft der Männer wird seit 1947 ausgetragen. Der Rekordmeister UBSC Wien konnte 11-mal den Titel erringen. Seit der Saison 2008/09 wird die Liga nach seinem Hauptsponsor als Admiral Basketball Bundesliga (ABL) bezeichnet. Der Bezahlsender Sky überträgt pro Runde ein Spiel der ABL bis zur Saison 2018/19.
Die Teams aus Kapfenberg und Gmunden waren mit vier Titelgewinnen die bestimmenden Teams der letzten 16 Jahre. Der WBC Wels konnte 2009 erstmals den Titel erringen. Die österreichische Basketball-Bundesliga unterstützte im November 2015 die Movember-Kampagne um Spenden zugunsten der Erforschung und Vorbeugung gegen Prostatakrebs und anderen Gesundheitsproblemen von Männern zu sammeln. Romed Vieider, Christoph Nagler, Terrence Ayree, Fabricio Vay oder Paul Radakovics gehörten zu den Spielern, die sich der Kampagne angeschlossen hatten. Die ABL lud alle Fans ein diesem Beispiel zu folgen. Im April 2016 wurde den Güssing Knights, dem Meister der Saison 2015/16, die Bundesliga-Lizenz aus finanziellen Gründen entzogen. Amtierende Meister sind zurzeit die Oberwart Gunners, die nach der Saison 2011/12 ihren zweiten Meistertitel feiern konnten. Im September 2016 sind Reformen der Bundesliga vorgestellt worden, die von Karl Schweitzer, dem Präsidenten der ABL, als richtungsweisend für den österreichischen Basketball dargestellt wurden.
Seit der Saison 1996/97 wird parallel zur Herren-Bundesliga ein Unter-22-Bewerb ausgetragen. Nach vier Meistertiteln in Folge durch das U22-Team von Traiskirchen Lions konnte sich 2009 erstmals die Güssing Knights den Titel sichern.

### Pokalwettbewerb
Der österreichische Cup wurde erstmals 1994 ausgespielt. Der Cup wurde seit der Saison 2004/05 nach seinem Hauptsponsor Chevrolet als Chevrolet Cup benannt, 2015 und 2016 wurde der Cup nach dem Sponsor Flyeralarm benannt, im Cup 2017 Krypto Market Cup. Die meisten Cupsiege erlangten die Swans Gmunden (6), gefolgt von den Oberwart Gunners mit vier Cupsiegen. Amtierender Cupsieger sind die Kapfenberg Bulls, die 2017 den dritten Cupsieg erreichen konnten. Beim Basketball Supercup spielt der österreichische Basketballmeister gegen den österreichischen Cupsieger. Der Supercup wird seit 2002 ausgespielt. Die Swans Gmunden konnten bisher 7-mal den Supercup gewinnen (Bulls Kapfenberg 3 ×, Dukes Klosterneuburg 2 × und je einmal die Fürstenfeld Panthers, BC Vienna und WBSC Wels).

### AWBL, Meisterschaft der Damen
Die österreichische Basketballmeisterschaft der Damen wird in der Basketball Damen Superliga (BDSL) ausgespielt Nach der Vorrunde in Pool A + Pool B schließt sich die AH1 - Hauptrunde 1 an. Die besten vier Teams qualifizieren sich für das Play-off. Semifinali und Finale werden jeweils im Modus „best of five“ ausgespielt. In der Spielsaison 2016/17 spielen sechs Teams um die Meisterschaft der Damen. Bestimmendes Team der letzten zehn Jahre waren die Flying Foxes.

## Titelträger

### Meister der Herren
Die erfolgreichsten Mannschaften sind:
- Rekordmeister UBSC Wien mit 11 Meistertiteln: 1971, 1972, 1973, 1974, 1975, 1976, 1977, 1979, 1980, 1981, 1982
- Dukes Klosterneuburg mit 10 Meistertiteln: 1978, 1983, 1984, 1985, 1986, 1987, 1988, 1989, 1990, 2012
- EK Engelmann Wien mit 9 Meistertiteln: 1956, 1958, 1960, 1961, 1962, 1967, 1968, 1969, 1970
- Kapfenberg Bulls mit 7 Meistertiteln: 2001, 2002, 2003, 2004, 2017, 2018, 2019
- UKJ St. Pölten mit 6 Meistertiteln: 1996, 1995, 1996, 1997, 1998, 1999
- Union Babenberg  mit 5 Meistertiteln: 1953, 1954, 1955, 1957, 1959
- Swans Gmunden mit 6 Meistertiteln: 2005, 2006, 2007, 2010, 2021, 2023
- SK Handelsministerium  mit 4 Meistertiteln: 1952, 1963, 1964, 1965
- Traiskirchen Lions  3 Meistertiteln: 1991, 1994, 2000
- Oberwart Gunners mit 3 Meistertiteln: 2011, 2016, 2024
- Güssing Knights mit 2 Meistertiteln: 2014, 2015
- BC Vienna mit 2 Meistertiteln: 2013, 2022

Je einmal österreichischer Meister wurden WBC Wels  (2009), Panthers Fürstenfeld (2008), Basket Flyers Vienna (1992), Union Kuenring (1966), Wiener Sportclub (1951), Post SV Wien (1950), SK Admira (1949), Wiener AC (1947).

## Internationale Wettbewerbe

### Weltmeisterschaft und Olympische Spiele
Das österreichische Nationalteam der Herren konnte sich seit seinem Bestehen noch nie für eine Weltmeisterschaft bzw. für Olympische Spiele qualifizieren.

### Europameisterschaft
Das österreichische Nationalteam der Herren nahm zuletzt 1977 bei einer Endrunde der Basketball-Europameisterschaft teil. Überragender Spieler jener Zeit war Erich Tecka.
Im Sommer 2006 und 2007 absolvierte Österreich die EM-Qualifikation 2007 in der Division B. Der angepeilte Aufstieg in die Division A konnte nicht erreicht werden.

### EuroLeague
Die EuroLeague ist der höchste europäische Wettbewerb mit derzeit 18 Teilnehmern. Österreichische Mannschaften sind aufgrund ihrer zu geringen Spielstärke nicht vertreten.

### Eurocup
Der EuroCup ist der zweithöchste europäische Wettbewerb. Österreich war in der Spielzeit 2007/08 durch den regierenden Meister Swans Gmunden in der Gruppe E vertreten. Mit 5 Siegen und 5 Niederlagen erreichten die Swans den 3. Gruppenplatz und somit den Aufstieg in das 1/16-Finale. Dies bedeutete für Gmunden den größten internationalen Erfolg in der Vereinsgeschichte.

### FIBA EuroChallenge
Der dritthöchste europäische Wettbewerb ist die FIBA EuroChallenge. In den Saisonen 2005/06 und 2008/09 nahmen die Swans Gmunden an diesem Bewerb teil, schieden jedoch jeweils sieglos in der Vorrunde aus. Dem WBC Wels gelangen in der Saison 2009/10 in den sechs Vorrundenspielen drei Siege, was allerdings auch nicht zum Aufstieg reichte.
In der Saison 2013/14 durfte sich der BC Vienna in der EuroChallenge versuchen. Nach nur einem Sieg war auch für die Wiener in der Vorrunde Endstation.
Den bislang größten Erfolg einer österreichischen Mannschaft in der EuroChallenge konnten die Güssing Knights in der Saison 2014/15 einfahren. Die Güssing Knights beendeten ihre Vorrundengruppe nach jeweils 2 Siegen über Universitatea Cluj aus Rumänien und Atomerőmű SE aus Ungarn auf dem 2. Platz hinter Trabzonspor aus der Türkei und qualifizierten sich dadurch für die Zwischenrunde. Dort bekamen sie es mit Uşak Sportif wieder mit einer türkischen Mannschaften zu tun. Die weiteren Teams in der Gruppe waren Le Mans Sarthe Basket und JSF Nanterre aus der starken französischen Liga. Die Knights beendeten die Gruppe schließlich nach zwei Heimsiegen über Le Mans und Uşak Sportif auf dem 3. Rang und schieden aus dem Bewerb aus, wobei im letzten Gruppenspiel gegen Nanterre noch die Möglichkeit bestand, sich mit einem Sieg für das Viertelfinale zu qualifizieren. Das Spiel ging allerdings mit 62:82 verloren.

### Osterturnier
Das auch als Osterturnier bekannte Basketball Wien ist ein bedeutendes internationales Basketball-Jugendturnier, das seit April 1990 jährlich über Ostern in Wien stattfindet.

## Basketball in den österreichischen Medien
In den österreichischen Massenmedien spielt Basketball eine untergeordnete Rolle. Tageszeitungen berichten über Spiele der Bundesliga der Herren (ABL) und der Damen (AWBL). Der Bezahlsender Sky überträgt pro Runde ein Spiel der ABL bis zur Saison 2018/19.